# Missions espanyoles a les Carolines

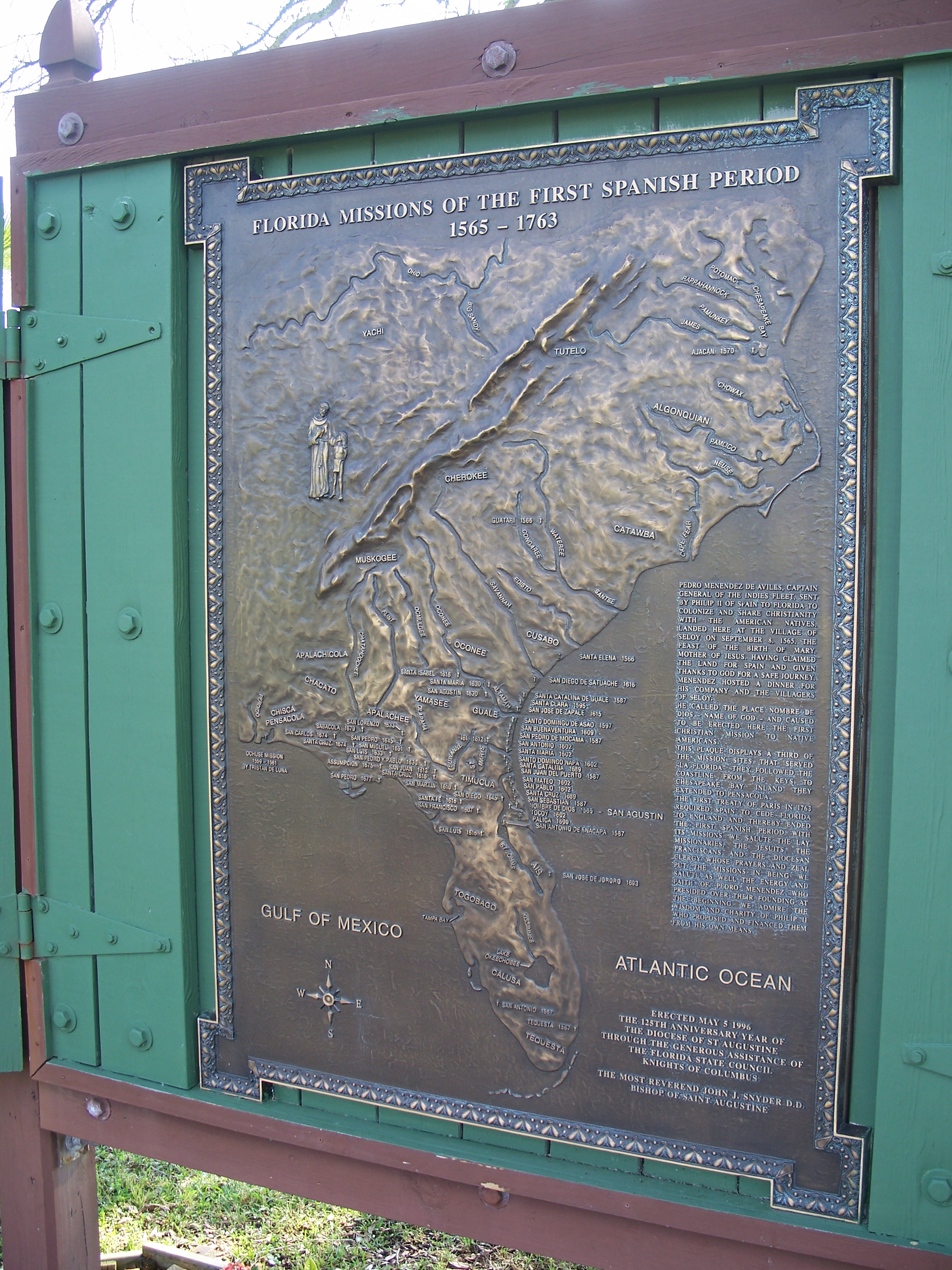
Una placa que mostra les ubicacions d'un terç de les missions entre 1565 i 1763

Les missions espanyoles a les Carolines comprenen una sèrie d'establiments religiosos d'avançada establerts pels catòlics espanyols per tal de difondre la doctrina cristiana entre els amerindis locals. Les missions espanyoles es van estendre al nord gairebé al lloc de l'actual Charleston, on van romandre fins a l'arribada dels colons anglesos el 1670.

## Missions
- Missió de Santa Elena (1566 - 1587), a Parris Island, (Carolina del Sud)